# Tapologo
Tapologo es una película del año 2007.

## Sinopsis
En Freedom Park, un asentamiento de chabolas en Sudáfrica, un grupo de mujeres con sida pone en marcha la red Tapologo. Aprenden a ser las enfermeras de su comunidad transformando la miseria y la degradación en resistencia y optimismo. El obispo Kevin Dowling las apoya y cuestiona la doctrina de la Iglesia católica hacia el sida y la sexualidad en el contexto africano.